# محوطه کلاومری سر چمتو
محوطه کلاومری سر چمتو مربوط به دوران‌های تاریخی پس از اسلام است و در شهرستان رودسر، بخش رحیم آباد، روستای چمتو واقع شده و این اثر در تاریخ ۲ بهمن ۱۳۸۲ با شمارهٔ ثبت ۱۰۷۴۴ به‌عنوان یکی از آثار ملی ایران به ثبت رسیده‌است.